# 201省道 (福建省)
201省道，又称城北线、联七线，是中国福建省省道之一，系2001年福建省公路规划中的  城北线升级而来，起于霞浦县东冲半岛的北壁乡，终于闽浙交界的金钟大桥（位于宁德市柘荣县城郊乡），北与浙江省泰顺县相接，南至东冲码头，是霞浦、柘荣两县的重要通道。

## 概况

### 霞浦东冲至火车站段
该线路起于霞浦县北壁乡所在的东冲半岛，途径长春镇、下浒镇，在沙江镇与228国道东冲路共线，经松山街道抵达松港街道后与G15福宁高速公路和301省道交界，终点为松港街道赤岸村的霞浦火车站，全长64.509公里，目前剩余下浒至北壁段尚未改造完成。
因起点东冲码头与宁德市蕉城区及福州市罗源县隔海相望，有规划称将在S201以南建造跨海大桥与对岸连接。

### 霞浦松城至路亭段
该线路以霞浦松城街道六一七路与省道交叉口为起点，途经崇儒乡溪边村、路口村、竹兰里、崇儒村、霞坪村、亭头村、岚下村、樟桥村、溪西村和柏洋乡坂头村、上厝村、横江村、西宅村、洋里村、上步头村、谷山村，在横江村与  柏松线（往福安松罗）交叉，在谷山村的路亭建有路亭隧道与柘荣县交界，隧道全长1,241米，其中810米在霞浦界内，431米在柘荣界内。该路段全长37.07公里（不含路亭隧道柘荣界）。

### 路亭至柘荣城关段
自路亭隧道抵达柘荣境内后，途经岚中村、岭头店、桃坑村、上洋村，再通过鸳鸯隧道连接鸳鸯头叉口，沿绸岭村、青岚水库抵达东源乡桥头，后与104国道共线抵达双城镇坪桥。该路线全长29.365公里。

### 柘荣城关至柘泰交界段
起点位于柘荣县双城镇104国道坪桥交叉口，途径双城镇、城郊乡的瓦窑村、仙山村、山后村、徐庄村、坑里村、熊透村、金钟电站，在闽浙交界金钟大桥抵达浙江泰顺境内后汇入仕底线。该路线全长14.621公里。